# Oppo A73 (2020)
Oppo A73 — смартфон, розроблений компанією OPPO, що входить у серію А. Був представлений 5 жовтня 2020 року. 2 вересня того ж року в Індії був представлений Oppo F17, що є перейменованим Oppo A73.
В Україні Oppo A73 був анонсований 10 грудня 2020 року.

## Дизайн
Екран виконаний зі скла Corning Gorilla Glass 3. Задня панель виконана зі штучної шкіри. Бокова рамка виконана з пластику.
Знизу знаходяться роз'єм USB-C, динамік, мікрофон та 3.5 мм аудіороз'єм. Зверху розташований другий мікрофон. З лівого боку розміщені кнопки регулювання гучності та слот під 2 SIM-картки і карту пам'яті формату MicroSD до 256 ГБ. З правого боку розміщена кнопка блокування смартфону.
Oppo A73 продається в кольорах Класичне срібло та Темно-синій.
В Індії Oppo F17 продається у 3 кольорах: Класичне срібло, Темно-синій та Динамічний помаранчевий.

## Технічні характеристики

### Платформа
Смартфон отримав процесор Qualcomm Snapdragon 662 та графічний процесор Adreno 610.

### Батарея
Батарея отримала об'єм 4015 мА·год та підтримку швидкої зарядки VOOC 4.0 на 30 Вт.

### Камери
Смартфон отримав основну квадро камеру 16 Мп, f/2.2 (ширококутний) + 8 Мп, f/2.2 (ультраширококутний) + 2 Мп, f/2.4 (сенсор глибини) + 2 Мп, f/2.4 (сенсор глибини) з фазовим автофокусом та здатністю запису відео в роздільній здатності 1080p@60fps. Фронтальна камера отримала роздільність 16 Мп, світлосилу f/2.0 (ширококутний) та можливість запису відео у роздільній здатності 1080p@30fps.

### Екран
Екран AMOLED, 6.44", FullHD+ (2400 × 1080) зі щільністю пікселів 409 ppi, співвідношенням сторін 20:9 та краплеподібним вирізом під фронтальну камеру. Також сканер відбитків пальців вбудовано під дисплей.

### Пам'ять
Oppo A73 продається в комплектаціях 4/128 та 6/128 ГБ.
Oppo F17 продається в комплектаціях 4/64, 4/128, 6/128 та 8/128 ГБ.

### Програмне забезпечення
Смартфон був випущений на ColorOS 7.2 на базі Android 10.